# Sonig Tchakerian
Sonig Tchakerian (Aleppo, 2 luglio 1960) è una violinista italiana di origini armene.

## Biografia
Sonig Tchakerian ha iniziato a suonare il violino piccolissima, sotto la guida del padre. Trasferitasi in Italia, si è diplomata a 16 anni con il massimo dei voti e la lode, con Giovanni Guglielmo. Si è perfezionata per alcuni anni con Salvatore Accardo a Cremona, oltre che con Franco Gulli a Siena e con Nathan Milstein a Zurigo.
Premiata al concorso Paganini di Genova (nel 1980) ed all'ARD di Monaco di Baviera (nel 1982 e nel 1988), tiene recital per violino solo o con pianoforte (collabora tra gli altri con Bruno Canino e Andrea Lucchesini, con cui ha eseguito l'integrale delle Sonate di Beethoven) per importanti società di concerti. Come solista ha suonato con orchestre quali la Royal Philharmonic di Londra, la Bayerischer Rundfunk di Monaco, la Verdi di Milano, le orchestre del San Carlo di Napoli e dell'Arena di Verona, i Solisti Veneti, l'Orchestra di Padova e del Veneto, con direttori quali Piero Bellugi, Riccardo Chailly, Daniele Gatti, Antonio Janigro, Daniel Oren, Claudio Scimone, Emil Tchakarov.

È tra i pochi violinisti ad eseguire dal vivo l'integrale dei Capricci di Paganini, che ha registrato anche in cd nel 2003.

Assieme al marito, il direttore d'orchestra Giovanni Battista Rigon, ha fondato le Settimane Musicali al Teatro Olimpico di Vicenza, festival dove ogni anno invita alcuni tra i più noti musicisti italiani ad interpretare con lei capolavori della musica da camera. Il Festival si svolge nel celebre teatro del Palladio ed è regolarmente trasmesso da RAI Radiotre.

Ha fatto parte del Trio Italiano, con il quale le è stato assegnato all'unanimità il Premio Vittorio Gui di Firenze (nel 1990), e con il quale ha registrato le integrali di Beethoven, Schubert e Schumann.

Molto apprezzata anche come didatta, insegna al Conservatorio di Padova. Ha tenuto corsi di perfezionamento per l'APM di Saluzzo, e attualmente per il Gubbio Summer Festival. Dall'anno accademico 2009/2010 è titolare della cattedra di violino nell'ambito dei corsi di perfezionamento dell'Accademia Nazionale di Santa Cecilia di Roma.

Suona un magnifico violino di Gennaro Gagliano, costruito a Napoli nel 1760. In occasione delle Colombiadi del 1992 ha avuto l'onore di tenere un concerto con il violino di Paganini, il Guarneri del Gesù detto “Il Cannone”. Ogni anno, nell'ambito del progetto Bottega Tartiniana, suona l'Amati appartenuto a Giuseppe Tartini in un concerto presso la casa natale del grande musicista, a Pirano d'Istria.
- Sonig Tchakerian ha il fascino soggiogante di chi ha grinta in nome della musica grande che interpreta. [1]
- Sonig Tchakerian suona il suo magnifico Gagliano con vero aplomb. Il controllo del suo ricochet è sorprendente, e possiede un seducente cantabile che risuona meraviglioso ...[2]
- Una grande violinista che all'esibizione virtuosistica aggiunge l'anima. [3]

## Discografia
- Antonio Vivaldi, Seasons and Mid-Seasons - Tchakerian/Tonolo, 2014 Decca
- Johann Sebastian Bach, Son. e part. vl. n. 1-6 - Tchakerian, (Decca 2012)
- Beethoven, Sonate per violino e pianoforte (Universal Classic, 2009)
- Barber, Concerto; Bernstein, Serenata (Amadeus, 2006)
- Paganini, Integrale dei Capricci op. I per violino solo (Arts, 2003)
- Haydn, Integrale dei concerti per violino e orchestra (Arts, 2001)
- Robert Schumann, Clara Schumann, Piano Trio n°1, Piano Trio (Amadeus, 2001)
- Schubert, Piano Trios vol.2 (Arts, 2000)
- Schubert, Piano Trios vol.1 (Arts, 1999)
- Schumann, Piano Trios vol.2 (Arts, 1998)
- Schumann, Piano Trios vol.1 (Arts, 1998)
- Saint-Saëns, Faurè, Vieuxtemps, Rondò Capriccioso, Pavane, Concerto n° 5 (Velut Luna, 1997)
- Beethoven, Piano Trios vol.3 (Arts, 1996)
- Beethoven, Piano Trios vol.2 (Arts, 1996)
- Beethoven, Piano Trios vol.1 (Arts, 1995)
- Ravel, Debussy, Piano Trios (Arts 1994)
- Ravel, Integrale per violino e pianoforte (AS disc, 1991)

## Dediche
- Luca Mosca, Domus aurea (2008), dedicato a Sonig Tchakerian e Mario Brunello
- Michele Dall'Ongaro, Opus Felix (versione per vl e pf, 2007), dedicato a Sonig Tchakerian e Filippo Gamba
- Nicola Campogrande, K 396 Remix (2005), dedicato a Sonig Tchakerian e Andrea Lucchesini
- Carlo Boccadoro, Light Screens (2002), dedicato a Sonig Tchakerian e Andrea Lucchesini